# Pasquino

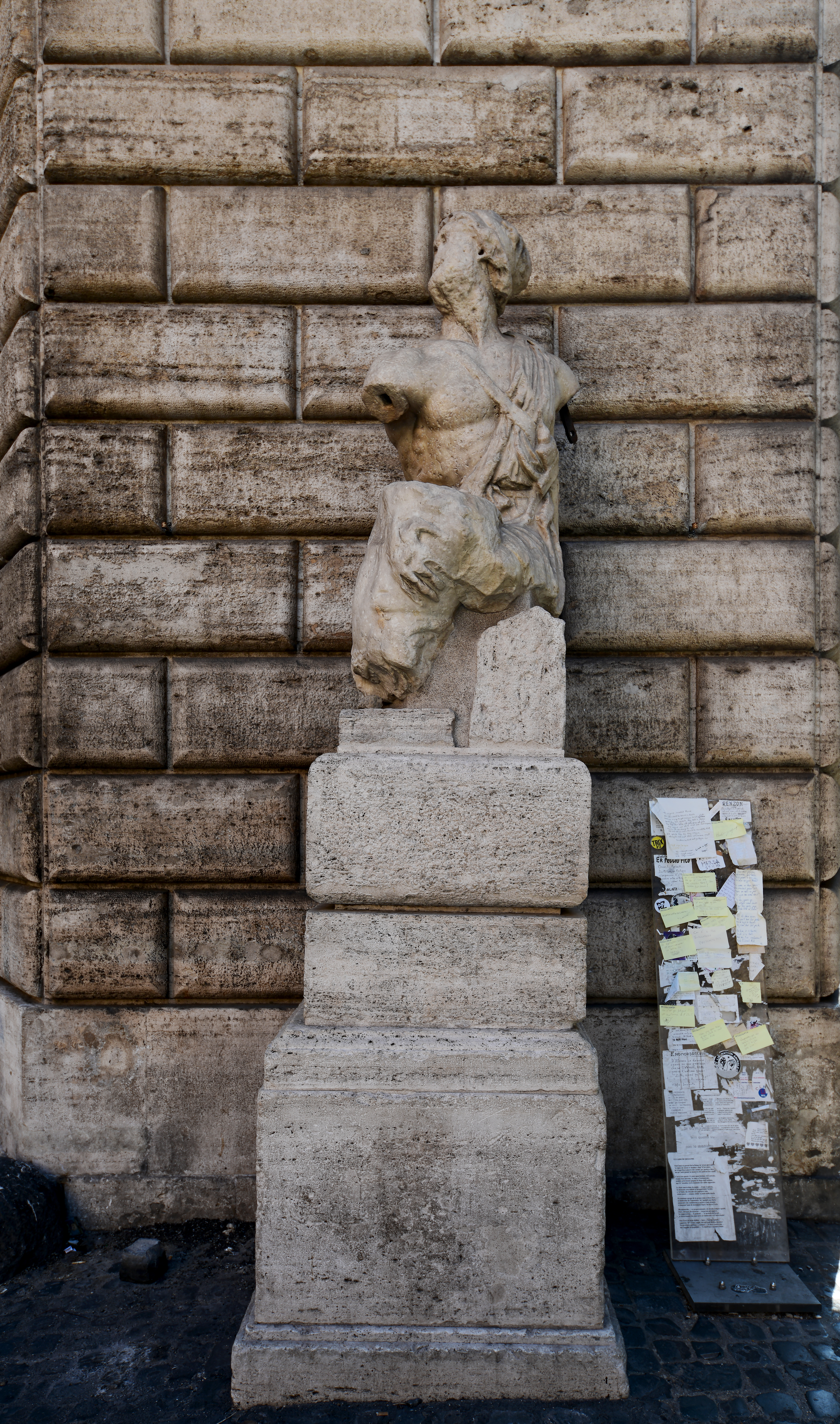
Pasquino, 2018

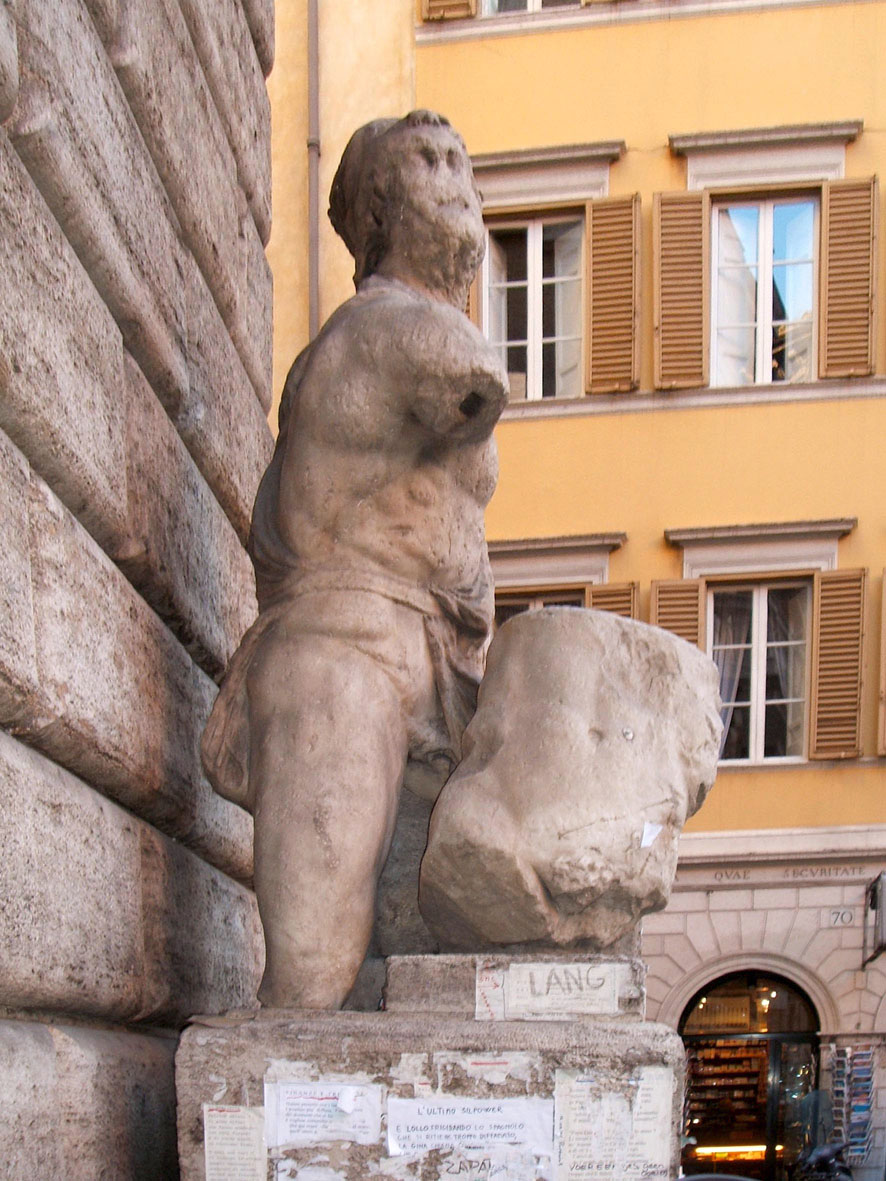
Pasquino, 2007

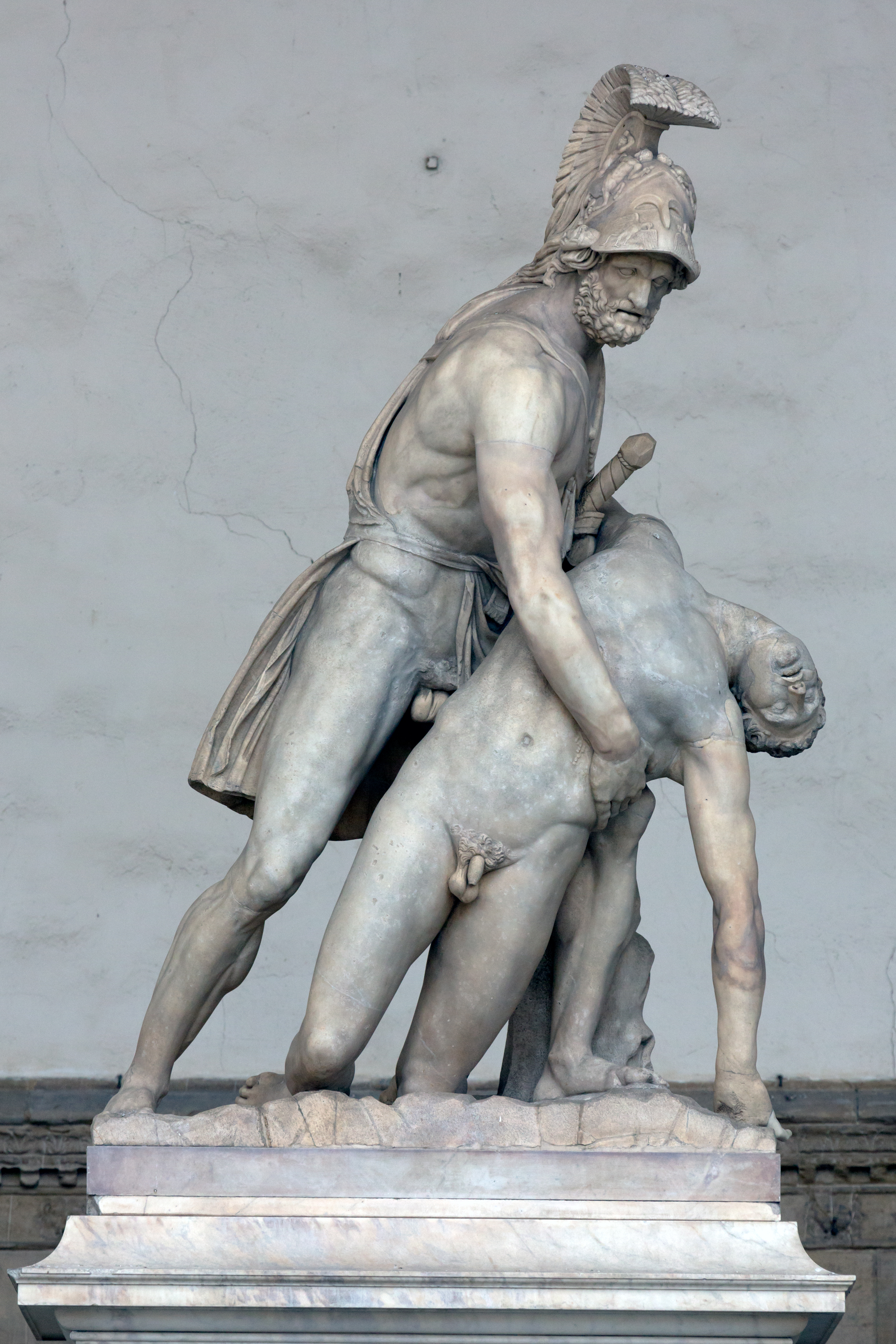
Die Leiche des Patroklos wird von Menelaos geborgen. Römische Skulpturengruppe, Florenz, Loggia dei Lanzi

Pasquino ist das Fragment einer antiken Statuengruppe, das an der Nordseite der Piazza Pantaleo, dem südwestlichen Nebenplatz der Piazza Navona in Rom, steht. An diesen Torso wurden seit dem frühen 16. Jahrhundert bis zur Gegenwart anonyme Spottverse über die aktuellen Machthaber, ihre Politik und ihre Skandale angeheftet. Der Pasquino diente vor allem in Zeiten, in denen die Meinungsfreiheit unterdrückt wurde, als Ventil für die Unzufriedenheit der Römer.
Von Pasquino abgeleitet ist der Begriff Pasquill, ital. Pasquinate, für ein satirisches Gedicht.
Der Pasquino ist die berühmteste und einzige noch genutzte der sogenannten sprechenden Statuen Roms. Als solche wurden vor allem in der Zeit des Nepotismus der Päpste auch der Marforio, heute im Kapitolinischen Museum, der Babuino bei der Spanischen Treppe, der Abbate Luigi bei der Kirche Sant’Andrea della Valle, der Facchino, eine Brunnenfigur am Palazzo De Carolis, heute Banca di Roma, gegenüber dem Palazzo Doria-Pamphilj, und Madama Lucrezia an der Piazza San Marco, dem westlichen Ausläufer der Piazza Venezia, benutzt.

## Geschichte
Im Jahre 1501 wurde während der Pflasterungsarbeiten des Platzes südlich vom Palazzo Orsini, der im späten 18. Jahrhundert durch den heutigen Palazzo Braschi ersetzt wurde, an der Stelle, an der sich noch immer der Pasquino befindet, der Torso einer hellenistischen Skulpturengruppe, eine stark beschädigte Figur mit dem Mittelteil einer zweiten, gefunden. Der damalige Besitzer des Palastes, Kardinal Oliviero Carafa, bestand darauf, die Figur, der Arme, Beine und die Nase fehlen, zu erhalten, und ließ sie deshalb auf einem Sockel an der linken Ecke der Hauptfassade seines Palastes aufstellen, der neben dem Wappen des Bauherrn auch eine Inschrift enthält, welche die Aufstellung der Figur durch Carafa dokumentiert: Oliverii Carafae beneficio sum anno salutis MDI (durch die Gunst von Oliverio Carafa bin ich hier im Jahre des Heils 1501).
Über die ursprüngliche Bedeutung der Skulptur gibt es unterschiedliche Meinungen: Vermutlich ist sie Teil einer Figurengruppe, die zur Ausstattung des antiken römischen Stadion des Domitian gehörte, über dem sich die heutige Piazza Navona befindet. Wahrscheinlich stellte sie Menelaos mit dem Leichnam des Patroklos dar. In der Loggia dei Lanzi in Florenz ist die Kopie einer antiken Skulptur erhalten, die diese Szene abbildet und kompositorisch große Ähnlichkeit mit der Pasquino-Gruppe hat.

## Der Name Pasquino
Über die Herkunft des Namens Pasquino gibt es nur Vermutungen und Legenden. So sollen benachbarte Handwerker oder Gastwirte als Taufpaten gedient haben, oder auch ein Lehrer an einer Lateinschule, der nach Meinung der Schüler der stehenden Figur in der Zwei-Figuren-Skulptur ähnelte, und der von ihnen durch satirische Verse an der Statue verspottet wurde. Ein Namensvetter und ebenfalls möglicher Namensgeber ist die Hauptfigur Pasquino der siebten Novelle des vierten Tages von Boccaccios Decamerone, der nach dem Genuss eines Salbeiblattes qualvoll stirbt. Seine Geliebte wird daraufhin des Mordes angeklagt, und nachdem auch sie an einem Salbeiblatt gestorben ist, entdeckt man, dass der Strauch durch eine Kröte vergiftet worden war. Eine heilsame Pflanze war in diesem Fall von fataler Wirkung, ebenso wie es der Missbrauch geistlicher Macht durch die Päpste ist, eins der beliebtesten Themen des Pasquino.

## Pasquinos Verse

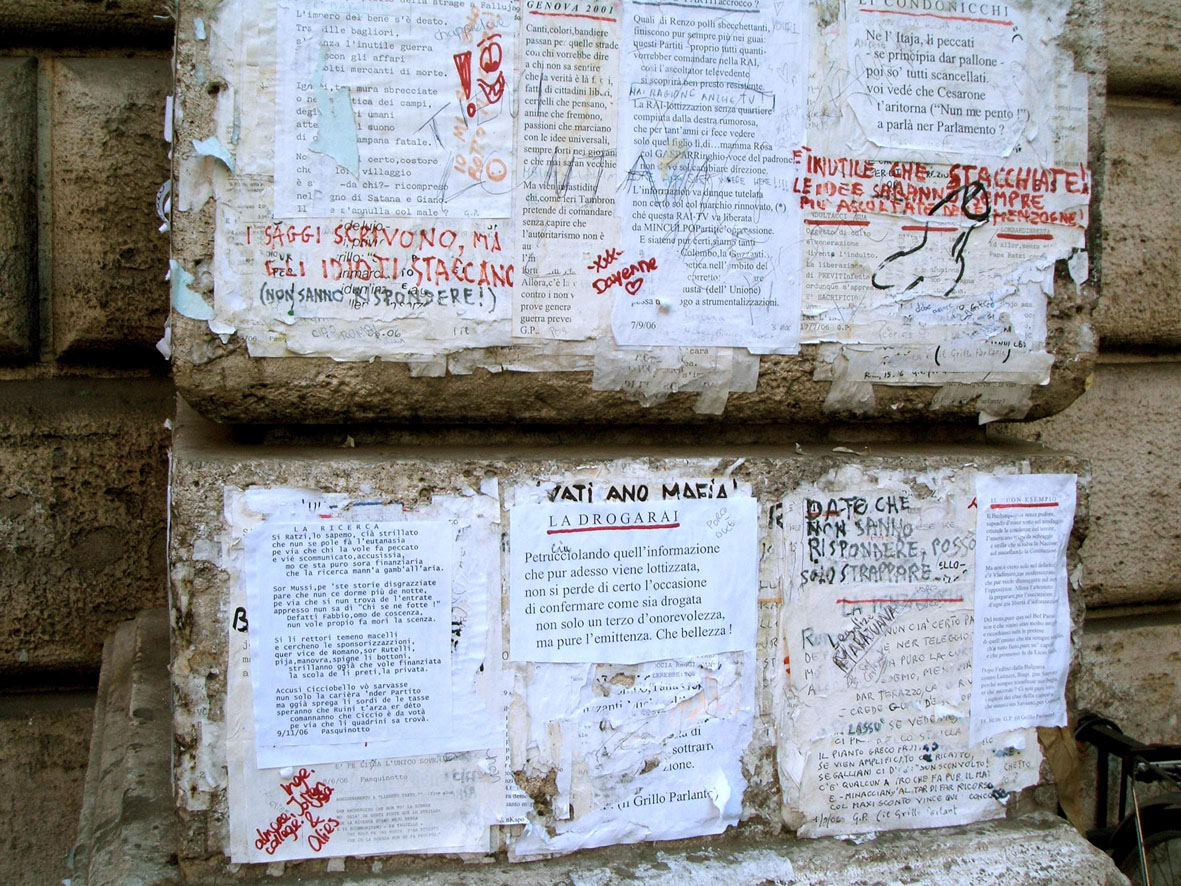
Pasquinos Verse 2006

Pasquinos Verse sind anonym, in italienischer Sprache, in römischem Dialekt oder früher auch in Latein verfasst. Erhalten sind allerdings nur wenige Beispiele, wie der in allen Romführern zitierte Spruch Quod non fecerunt barbari fecerunt Barberini (was die Barbaren nicht getan haben, das haben die Barberini getan). Gemeint ist Papst Urban VIII. Barberini, der die bronzene Dachverkleidung der Vorhalle des Pantheon einschmelzen ließ, um Material für das Ziborium im Petersdom und für etliche Kanonen zu bekommen.
Zielgruppe von Pasquinos Versen sind die Inhaber der Macht, das heißt vom 16. bis zum frühen 19. Jahrhundert vor allem Papst und Kardinäle, daneben die herrschenden Adelsfamilien Roms. Anlass für die vermutlich ersten Spottverse war Papst Alexander VI., Rodrigo Borgia. 1501 hatte er, während der Zeit seiner Abwesenheit, seiner unehelichen Tochter Lucrezia die Regierung des Kirchenstaats übertragen, für die Römer ein ungeheurer Vorgang. Während der Papstwahl Hadrians VI. benutzte Pietro Aretino den Pasquino, um mit seinen brillanten satirischen Spottgedichten die Zustände an der Kurie zu denunzieren, mit der Strategie, die Papstwahl zu beeinflussen. Hadrian konnte nur mit Mühe davon abgehalten werden, den Pasquino im Tiber zu versenken.
Nach einer längeren Zeit des Schweigens begannen die Römer 1938 wieder Zettel an den Sockel der Statue zu heften. Anlass war der Besuch Hitlers in Rom. Seither schwieg Pasquino nicht mehr. Bevorzugtes Ziel römischen Spottes war in jüngerer Zeit der ehemalige italienische Ministerpräsident Silvio Berlusconi.
Nach Restaurierung der Skulptur und Reinigung des Sockels im Jahr 2009/2010, bei der alle Papierschichten entfernt worden sind, versucht die Stadtverwaltung die erneute Anbringung von Spottversen zu unterbinden und hat daher eine Tafel zur Anbringung von Zetteln neben die Statue gestellt.